# Ankit Sharma (Leichtathlet)
Ankit Sharma (* 20. Juli 1992 in Pinahat, Uttar Pradesh) ist ein indischer Leichtathlet, der sich auf den Weitsprung spezialisiert hat.

## Sportliche Laufbahn
Erste internationale Erfahrungen sammelte Ankit Sharma im Jahr 2009, als er bei den Jugendweltmeisterschaften in Brixen mit einer Weite von 7,47 m den fünften Platz belegte. Im Jahr darauf gewann er bei den Juniorenasienmeisterschaften in Hanoi mit 7,77 m die Bronzemedaille. Anschließend erreichte er bei den Juniorenweltmeisterschaften im kanadischen Moncton mit 7,40 m Rang acht und wurde bei den Commonwealth Games in Neu-Delhi mit 7,56 m ebenfalls Achter. Daraufhin nahm er erstmals an den Asienspielen in Guangzhou teil und klassierte sich dort mit 7,19 m auf dem neunten Platz. 2013 belegte er bei den Asienmeisterschaften im heimischen Pune mit 7,35 m den neunten Platz und 2015 wurde er bei den Asienmeisterschaften in Wuhan mit 7,76 m Vierter. 2016 erreichte er bei den Hallenasienmeisterschaften in Doha mit 7,66 m Rang vier und siegte kurz zuvor bei den Südasienspielen in Guwahati mit einer Weite von 7,89 m und stellte damit nach mehr als 28 Jahren einen neuen Spielerekord auf. Anschließend verbesserte er in Almaty den indischen Landesrekord auf 8,19 m und verbesserte damit die Bestmarke von Kumaravel Premkumar aus dem Jahr 2013 um sechs Zentimeter. Damit schaffte er auch die Qualifikation für die Teilnahme an den Olympischen Spielen in Rio de Janeiro, verpasste dort aber mit 7,67 m den Finaleinzug. 2017 belegte er bei den Asienmeisterschaften in Bhubaneswar mit einer Weite von 7,42 m den siebten Platz.
In den Jahren 2010 und 2013 wurde Sharma indischer Meister im Weitsprung.

## Persönliche Bestzeiten
- Weitsprung: 8,19 m (+0,1 m/s), 26. Juni 2016 in Almaty
  - Weitsprung (Halle): 7,66 m, 20. Februar 2016 in Doha